# تیم دکلرک
تیم دکلرک (انگلیسی: Tim Declercq؛ زادهٔ ۲۱ مارس ۱۹۸۹ ‏(۳۵ سال)) دوچرخه‌سوار اهل بلژیک است.
از باشگاه‌هایی که در آن بازی کرده‌است می‌توان به اسپورت فلاندر-بالوزه و تیم کوئیک‌استپ فلورز اشاره کرد.